# Vescisa semirufa
Vescisa semirufa là một loài bướm đêm trong họ Noctuidae.